# 鑑定
鑑定，亦可寫為鑒定、檢定，是刑事訴訟上調查證據方法的一種，係指鑑定人以其所具備的專業能力分析證據後所得出的意見。
鑑定和勘驗兩者極為相似，主要的分別即在勘驗不需要特殊專業技能即可得出結論，而鑑定則需要鑑定人具備一定的專業能力。隨著科技和鑑識人員分析證據能力的強化，勘驗和鑑定之間的標準也有所流動，並不絕對。